# Philip Broberg
Pour les articles homonymes, voir Broberg.
Philip Broberg (né le 25 juin 2001 à Örebro en Suède) est un joueur professionnel suédois de hockey sur glace. Il évolue au poste de défenseur.

## Biographie
Broberg a passé sa carrière junior dans l'organisation du Örebro HK avant de poursuivre avec AIK dans la J20 SuperElit lors de la saison 2017-2018. Il fait le saut chez les pros avec AIK dans la Allsvenskan en 2018-2019 et inscrit 9 points en 41 matchs. 
Le 17 mai 2019, il signe une entente de 1 an avec le Skellefteå AIK pour faire la transition de la Allsvenskan à la SHL. 
Éligible au repêchage d'entrée dans la LNH 2019, il est repêché en 1ère ronde, 8e au total, par les Oilers d'Edmonton. Le 4 juillet 2019, il s'entend sur les termes d'un contrat d'entrée de 3 ans avec Edmonton. 
À l'aube de la saison 2019-2020, il annonce qu'il demeure en Suède afin de poursuivre son apprentissage avec le Skellefteå AIK.

## Statistiques

### En club
| Saison     | Équipe                 | Ligue         |    | Saison régulière | Saison régulière | Saison régulière | Saison régulière | Saison régulière |   | Séries éliminatoires | Séries éliminatoires | Séries éliminatoires | Séries éliminatoires | Séries éliminatoires |
| Saison     | Équipe                 | Ligue         | PJ | B                | A                | Pts              | Pun              | PJ               | B | A                    | Pts                  | Pun                  |                      |                      |
| 2017-2018  | Örebro HK U20          | J20 SuperElit | 15 | 0                | 2                | 2                | 0                | -                | - | -                    | -                    | -                    |                      |                      |
| 2017-2018  | AIK IF U20             | J20 SuperElit | 23 | 6                | 7                | 13               | 6                | -                | - | -                    | -                    | -                    |                      |                      |
| 2018-2019  | AIK IF U20             | J20 SuperElit | 8  | 2                | 6                | 8                | 8                | 3                | 0 | 1                    | 1                    | 0                    |                      |                      |
| 2018-2019  | AIK IF                 | Allsvenskan   | 41 | 2                | 7                | 9                | 14               | -                | - | -                    | -                    | -                    |                      |                      |
| 2019-2020  | Skellefteå AIK         | SHL           | 45 | 1                | 7                | 8                | 6                | -                | - | -                    | -                    | -                    |                      |                      |
| 2020-2021  | Skellefteå AIK         | SHL           | 44 | 3                | 10               | 13               | 10               | 12               | 0 | 0                    | 0                    | 2                    |                      |                      |
| 2021-2022  | Oilers d'Edmonton      | LNH           | 23 | 1                | 2                | 3                | 8                | 1                | 0 | 0                    | 0                    | 0                    |                      |                      |
| 2021-2022  | Condors de Bakersfield | LAH           | 31 | 4                | 19               | 23               | 18               | 4                | 0 | 1                    | 1                    | 0                    |                      |                      |
| 2022-2023  | Oilers d'Edmonton      | LNH           | 46 | 1                | 7                | 8                | 2                | 9                | 0 | 0                    | 0                    | 4                    |                      |                      |
| 2022-2023  | Condors de Bakersfield | LAH           | 7  | 2                | 2                | 4                | 0                | -                | - | -                    | -                    | -                    |                      |                      |
| 2023-2024  | Oilers d’Edmonton      | LNH           | 12 | 0                | 2                | 2                | 0                | 10               | 2 | 1                    | 3                    | 0                    |                      |                      |
| 2023-2024  | Condors de Bakersfield | LAH           | 49 | 5                | 33               | 38               | 16               | 2                | 0 | 1                    | 1                    | 0                    |                      |                      |
| Totaux LNH | Totaux LNH             | Totaux LNH    | 81 | 2                | 11               | 13               | 10               | 20               | 2 | 1                    | 3                    | 4                    |                      |                      |

### En équipe nationale
| Année | Équipe       | Compétition                          |   | PJ | B | A | Pts | Pun               |  | Résultat |
| 2017  | Suède        | Défi mondial des moins de 17 ans     | 5 | 0  | 0 | 0 | 4   | 8e place          |  |          |
| 2018  | Suède        | Coupe Hlinka-Gretzky                 | 5 | 3  | 1 | 4 | 4   | Médaille d'argent |  |          |
| 2019  | Suède junior | Championnat du monde junior          | 4 | 0  | 1 | 1 | 0   | 5e place          |  |          |
| 2019  | Suède U18    | Championnat du monde moins de 18 ans | 7 | 2  | 4 | 6 | 6   | Médaille d'or     |  |          |
| 2021  | Suède junior | Championnat du monde junior          | 4 | 0  | 3 | 3 | 0   | 5e place          |  |          |